# Теђано-Мацкијароли (Салерно)
Теђано-Мацкијароли (итал. Teggiano-Macchiaroli) је насеље у Италији у округу Салерно, региону Кампанија.
Према процени из 2011. у насељу је живело 2103 становника. Насеље се налази на надморској висини од 638 м.